# Épine iliaque antérieure et supérieure
L'épine iliaque antérieure et supérieure est une projection osseuse de l'os coxal située sur l'aile de l'ilium.

## Structure
L'épine iliaque antérieure et supérieure est l'extrémité antérieure renflée de la crête iliaque à son union avec le bord antérieur de l'ilium.
Sa face latérale donne insertion au muscle sartorius et au muscle tenseur du fascia lata.
Sa face médiale donne insertion au ligament inguinal.

## Aspect clinique

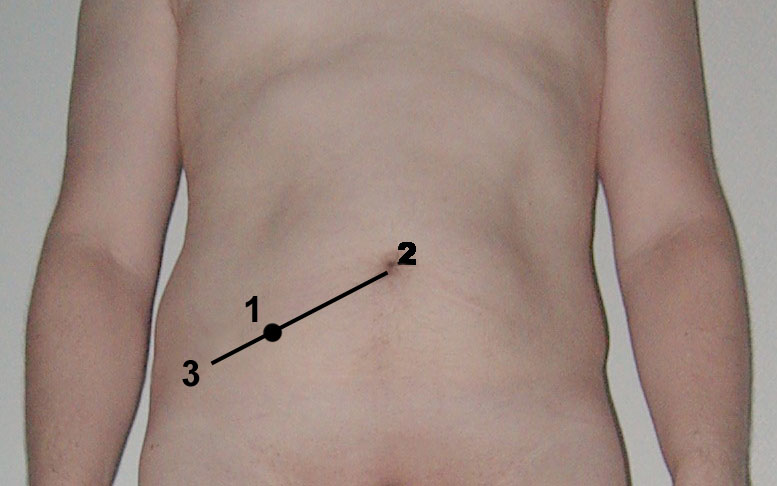
Localisation du point de Mc Burney (1) chez un sujet homme. Ce point se situe à 1/3 de l'épine iliaque antérieure (3) et à 2/3 du nombril (2).

L'épine iliaque antérieure et supérieure est un repère anatomique important facilement palpable sous la peau.
Il permet de localiser d'autres repères clinique comme le point de Mc Burney, la ligne de Nélaton et de mesurer la longueur réelle de la jambe.
C'est également un repère d'approches chirurgicales, telles que le traitement des hernies.
Lors d'un prélèvement osseux sur la crête iliaque, cette zone peut être évitée du fait de sa proximité avec le nerf subcostal.
Le tractus ilio-tibial peut être irrité au niveau de l'épine iliaque antérieure et supérieure et provoque le syndrome de la bandelette ilio-tibiale.
Elle sert également de repère pour évaluer la sévérité des symptômes d'une lésion du nerf ilio-hypogastrique.